# بات فرالي
باتريك هوارد فرالي (بالإنجليزية: Patrick Howard Fraley)‏ (من مواليد 18 فبراير 1949) هو ممثل صوت أمريكي ومعلم صوتي،  والمعروف بتمثيله الصوتي لشخصيات كرانغ، وكاسي جونز، وباكستر ستوكمان والعديد من الشخصيات الأخرى في مسلسل سلاحف النينجا لعام 1987.

## روابط خارجية
- بات فرالي على موقع IMDb (الإنجليزية)
- بات فرالي على موقع ميتاكريتيك (الإنجليزية)
- بات فرالي على موقع قاعدة بيانات الأفلام العربية
- بات فرالي على موقع ميوزك برينز (الإنجليزية)
- بات فرالي على موقع قاعدة بيانات الفيلم (الإنجليزية)